# Lijst van Nederlandse staatssecretarissen van Justitie
Dit is een lijst van Nederlandse staatssecretarissen van Justitie.
| Kabinet                                                                                          | Periode    | Staatssecretaris         | Bijzonderheden                                      |
| ------------------------------------------------------------------------------------------------ | ---------- | ------------------------ | --------------------------------------------------- |
| Vanaf 1948 staatssecretaris van Justitie.                                                        |            |                          |                                                     |
| kabinet-Drees-Van Schaik                                                                         | 1948-1951  | -                        |                                                     |
| kabinet-Drees I                                                                                  | 1951-1952  | -                        |                                                     |
| kabinet-Drees II                                                                                 | 1952-1956  | -                        |                                                     |
| kabinet-Drees III                                                                                | 1956-1958  | -                        |                                                     |
| kabinet-Beel II                                                                                  | 1958-1959  | -                        |                                                     |
| kabinet-De Quay                                                                                  | 1959-1963  | -                        |                                                     |
| kabinet-Marijnen                                                                                 | 1963-1965  | -                        |                                                     |
| kabinet-Cals                                                                                     | 1965-1966  | -                        |                                                     |
| kabinet-Zijlstra                                                                                 | 1966-1967  | -                        |                                                     |
| kabinet-De Jong                                                                                  | 1967-1971  | Klaas Wiersma            |                                                     |
| kabinet-Biesheuvel I                                                                             | 1971-1972  | Hans Grosheide           |                                                     |
| kabinet-Biesheuvel II                                                                            | 1972-1973  | Hans Grosheide           |                                                     |
| kabinet-Den Uyl                                                                                  | 1973-1977  | Jan Glastra van Loon     | Ontslagen op staande voet                           |
| kabinet-Den Uyl                                                                                  | 1973-1977  | Henk Zeevalking          |                                                     |
| kabinet-Van Agt I                                                                                | 1977-1981  | Bert Haars               |                                                     |
| kabinet-Van Agt II                                                                               | 1981-1982  | Michiel Scheltema        |                                                     |
| kabinet-Van Agt III                                                                              | 1982       | Michiel Scheltema        |                                                     |
| kabinet-Lubbers I                                                                                | 1982-1986  | Virginie Korte-van Hemel |                                                     |
| kabinet-Lubbers II                                                                               | 1986-1989  | Virginie Korte-van Hemel |                                                     |
| kabinet-Lubbers III                                                                              | 1989-1994  | Aad Kosto                |                                                     |
| kabinet-Kok I                                                                                    | 1994-1998  | Elisabeth Schmitz        |                                                     |
| kabinet-Kok II                                                                                   | 1998-2002  | Job Cohen                | Afgetreden                                          |
| kabinet-Kok II                                                                                   | 1998-2002  | Ella Kalsbeek-Jasperse   |                                                     |
| kabinet-Balkenende I                                                                             | 2002-2003  | -                        |                                                     |
| kabinet-Balkenende II                                                                            | 2003-2006  | -                        |                                                     |
| kabinet-Balkenende III                                                                           | 2006-2007  | -                        |                                                     |
| kabinet-Balkenende IV                                                                            | 2007-2010  | Nebahat Albayrak         | Afgetreden op 23 februari                           |
| Kabinet                                                                                          | Periode    | Staatssecretaris         |                                                     |
| Vanaf 2010 staatssecretaris van Veiligheid en Justitie                                           |            |                          |                                                     |
| kabinet-Rutte I                                                                                  | 2010-2012  | Fred Teeven              | Onder andere preventie, reclassering en jeugdbeleid |
| kabinet-Rutte II                                                                                 | 2012-2017  | Fred Teeven              | Afgetreden op 9 maart 2015                          |
| kabinet-Rutte II                                                                                 | 2012-2017  | Klaas Dijkhoff           | 20 maart 2015 – 4 oktober 2017                      |
| Kabinet                                                                                          | Periode    | Staatssecretaris         |                                                     |
| Vanaf 2017 staatssecretaris van Justitie en Veiligheid, in het buitenland minister voor Migratie |            |                          |                                                     |
| kabinet-Rutte III                                                                                | 2017-2022  | Mark Harbers             | Afgetreden op 21 mei 2019                           |
| kabinet-Rutte III                                                                                | 2017-2022  | Ankie Broekers-Knol      | 11 juni 2019 - 2022                                 |
| kabinet-Rutte IV                                                                                 | 2022-2024  | Eric van der Burg        | 2022-2023                                           |
| kabinet-Rutte IV                                                                                 | 2022-2024  | Christophe van der Maat  | 2023                                                |
| kabinet-Rutte IV                                                                                 | 2022-2024  | Eric van der Burg        | 2023-2024                                           |
| Vanaf 2024 staatssecretaris van Justitie en Veiligheid                                           |            |                          |                                                     |
| kabinet-Schoof                                                                                   | 2024-2025  | Ingrid Coenradie         | Gevangeniswezen                                     |
| kabinet-Schoof                                                                                   | 2024-heden | Teun Struycken           | Rechtsbescherming                                   |

Binnenlandse Zaken en Koninkrijksrelaties · Buitenlandse Zaken · Defensie · Economische Zaken · Financiën · Justitie · Landbouw, Natuur en Voedselkwaliteit · Onderwijs, Cultuur en Wetenschap · Sociale Zaken en Werkgelegenheid · Verkeer en Waterstaat · Volksgezondheid, Welzijn en Sport

Staatssecretariaten op voormalige ministeries: Volkshuisvesting, Ruimtelijke Ordening en Milieubeheer